# Amar Memić
Amar Memić (Sarajevo, 20 gennaio 2001) è un calciatore bosniaco, attaccante del Viktoria Plzeň.

## Carriera

### Club
È cresciuto nel settore giovanile del Radnik Hadžići ed ha debuttato in prima squadra nel corso della stagione 2020-2021 di Prva liga Federacije Bosne i Hercegovine, la seconda divisione del Paese. Nell'estate del 2021 è stato acquistato dal Bravo, dove è rimasto per una stagione.
Il 19 agosto del 2022 ha firmato con il Karviná, dove è diventato in breve tempo titolare contribuendo alla promozione del club in 1. liga con 6 gol in 19 presenze. Il 26 dicembre 2024 è stato acquistato dal Viktoria Plzeň.

### Nazionale
Ha giocato con la nazionale giovanile bosniaca Under-21.

## Statistiche

### Presenze e reti nei club
Statistiche aggiornate al 6 marzo 2025.
| Stagione        | Squadra         | Campionato      | Campionato | Campionato | Coppe nazionali | Coppe nazionali | Coppe nazionali | Coppe continentali | Coppe continentali | Coppe continentali | Altre coppe | Altre coppe | Altre coppe | Totale | Totale | Totale |
| Stagione        | Squadra         | Comp            | Pres       | Reti       | Comp            | Pres            | Reti            | Comp               | Pres               | Reti               | Comp        | Pres        | Reti        | Pres   | Reti   |        |
| --------------- | --------------- | --------------- | ---------- | ---------- | --------------- | --------------- | --------------- | ------------------ | ------------------ | ------------------ | ----------- | ----------- | ----------- | ------ | ------ | ------ |
| 2020-2021       | Radnik Hadžići  | 1LFB            | 27         | 5          | CB              | 0               | 0               | -                  | -                  | -                  | -           | -           | -           | 27     | 5      |        |
| 2021-2022       | Bravo           | 1.SNL           | 32         | 1          | CS              | 2               | 0               | -                  | -                  | -                  | -           | -           | -           | 34     | 1      |        |
| 2022-2023       | Karviná         | FNL             | 26         | 6          | CRC             | 2               | 0               | -                  | -                  | -                  | -           | -           | -           | 28     | 6      |        |
| 2023-2024       | Karviná         | 1L              | 30+2       | 3+0        | CRC             | 0               | 0               | -                  | -                  | -                  | -           | -           | -           | 32     | 3      |        |
| 2024-gen. 2025  | Karviná         | 1L              | 19         | 7          | CRC             | 1               | 0               | -                  | -                  | -                  | -           | -           | -           | 20     | 7      |        |
| Totale Karviná  | Totale Karviná  | Totale Karviná  | 77         | 16         |                 | 3               | 0               |                    | -                  | -                  |             | -           | -           | 80     | 16     |        |
| gen.-giu. 2025  | Viktoria Plzeň  | 1L              | 4          | 1          | CRC             | 0               | 0               | UEL                | 3                  | 0                  | -           | -           | -           | 7      | 1      |        |
| Totale carriera | Totale carriera | Totale carriera | 140        | 23         |                 | 5               | 0               |                    | 3                  | 0                  |             | -           | -           | 148    | 23     |        |

### Cronologia presenze e reti in nazionale
| Cronologia completa delle presenze e delle reti in nazionale ― Bosnia ed Erzegovina | Cronologia completa delle presenze e delle reti in nazionale ― Bosnia ed Erzegovina | Cronologia completa delle presenze e delle reti in nazionale ― Bosnia ed Erzegovina | Cronologia completa delle presenze e delle reti in nazionale ― Bosnia ed Erzegovina | Cronologia completa delle presenze e delle reti in nazionale ― Bosnia ed Erzegovina | Cronologia completa delle presenze e delle reti in nazionale ― Bosnia ed Erzegovina | Cronologia completa delle presenze e delle reti in nazionale ― Bosnia ed Erzegovina | Cronologia completa delle presenze e delle reti in nazionale ― Bosnia ed Erzegovina |
| Data                                                                                | Città                                                                               | In casa                                                                             | Risultato                                                                           | Ospiti                                                                              | Competizione                                                                        | Reti                                                                                | Note                                                                                |
| ----------------------------------------------------------------------------------- | ----------------------------------------------------------------------------------- | ----------------------------------------------------------------------------------- | ----------------------------------------------------------------------------------- | ----------------------------------------------------------------------------------- | ----------------------------------------------------------------------------------- | ----------------------------------------------------------------------------------- | ----------------------------------------------------------------------------------- |
| 21-3-2025                                                                           | Bucarest                                                                            | Romania                                                                             | 0 – 1                                                                               | Bosnia ed Erzegovina                                                                | Qual. Mondiali 2026                                                                 | -                                                                                   | 62’                                                                                 |
| 7-6-2025                                                                            | Zenica                                                                              | Bosnia ed Erzegovina                                                                | 1 – 0                                                                               | San Marino                                                                          | Qual. Mondiali 2026                                                                 | -                                                                                   | 46’                                                                                 |
| 10-6-2025                                                                           | Celje                                                                               | Slovenia                                                                            | 2 – 1                                                                               | Bosnia ed Erzegovina                                                                | Amichevole                                                                          | -                                                                                   | 61’                                                                                 |
| Totale                                                                              |                                                                                     | Presenze                                                                            | 3                                                                                   |                                                                                     | Reti                                                                                | 0                                                                                   |                                                                                     |

## Palmarès

### Club

#### Competizioni nazionali
- Fotbalová národní liga: 1

Karviná: 2022-2023